# Венґльовиці
Венґльовиці (пол. Węglowice) — село в Польщі, у гміні Вренчиця-Велька Клобуцького повіту Сілезького воєводства.
Населення — 343 особи (2011).
У 1975-1998 роках село належало до Ченстоховського воєводства.

## Демографія
Демографічна структура станом на 31 березня 2011 року:
|          | Загалом | Допрацездатний вік | Працездатний вік | Постпрацездатний вік |
| -------- | ------- | ------------------ | ---------------- | -------------------- |
| Чоловіки | 172     | 33                 | 122              | 17                   |
| Жінки    | 171     | 22                 | 111              | 38                   |
| Разом    | 343     | 55                 | 233              | 55                   |